# サニディン
サニディン（英: sanidine）は、鉱物（ケイ酸塩鉱物）の一種。長石グループの鉱物で、高温で形成された単斜晶系のアルカリ長石。ガラス光沢の様子から玻璃長石（はりちょうせき）ともいう。
化学組成は (K,Na)AlSi3O8。中温～低温で形成された正長石や微斜長石に比べて、Naをやや多く含む。Naをより多く含むのは、三斜晶系のアノーソクレース。
流紋岩や粗面岩などの酸性火山岩に斑晶として産する。変成岩に含まれることもある。
アノーソクレースとともに、青色の閃光を放つものはムーンストーン（月長石）という宝石になる。